# Robert Avezou
Pour les articles homonymes, voir Avezou.
Robert Fernand Germain Avezou, né le 19 septembre 1899 à Paris et mort le 22 décembre 1993 à Grenoble, est un archiviste et historien français.

## Biographie
Son père est médecin. Diplômé de l'École des chartes en 1924, sa thèse porte sur « Les comtes de Périgord et leurs domaines au XIVe siècle ». Il part pour l'École des hautes études hispaniques, avant d'être nommé en 1926 archiviste aux Archives départementales de la Haute-Savoie. En 1933, il devient directeur de la bibliothèque municipale d'Annecy. Sa position lui permet de rédiger quelques ouvrages sur la Savoie, ainsi que de collaborer avec les Sociétés savantes de Savoie.
Nommé archiviste aux Archives départementales de l'Isère en 1941, il intervient aussi comme chargé de conférences en histoire à la faculté des lettres de Grenoble. En réalisant en 1963 une exposition sur la Résistance dauphinoise, Robert Avezou, alors directeur des Archives départementales de l'Isère, est à l'origine de la création du Musée de la Résistance et de la Déportation de l'Isère de Grenoble.
Il est membre de l'Académie Delphinale (en 1944) ainsi que de la Société de l'École des chartes. Il est élu en 1948 à l'Académie des sciences, belles-lettres et arts de Savoie, devenant un membre titulaire effectif.
De 1962 à 1964 il est président de l'Association des archivistes français.
Il est le grand-père de l'archiviste paléographe et professeur d'histoire Laurent Avezou.

## Publications
- Histoire de la Savoie, PUF, coll. « Que sais-je ? », 1944, 1948, 1963 (ISSN 0768-0066).
- Petite histoire du Dauphiné, B. Arthaud, 1947, 138 pages.
- La Savoie du Nord au début de la Révolution française, 1789-1792, Éditions Histoire, 1937, 143 pages.
- « La Savoie depuis les réformes de Charles-Albert jusqu'à l'annexion à la France », Mémoires et Documents (Tome 69) de la Société savoisienne d'histoire et d'archéologie, 1934, 377 pages
- Le tourisme dans la vallée de Chamonix au siècle dernier, J. Abry et cie, 1933, 33 pages.